# Lykastos (Kreta)

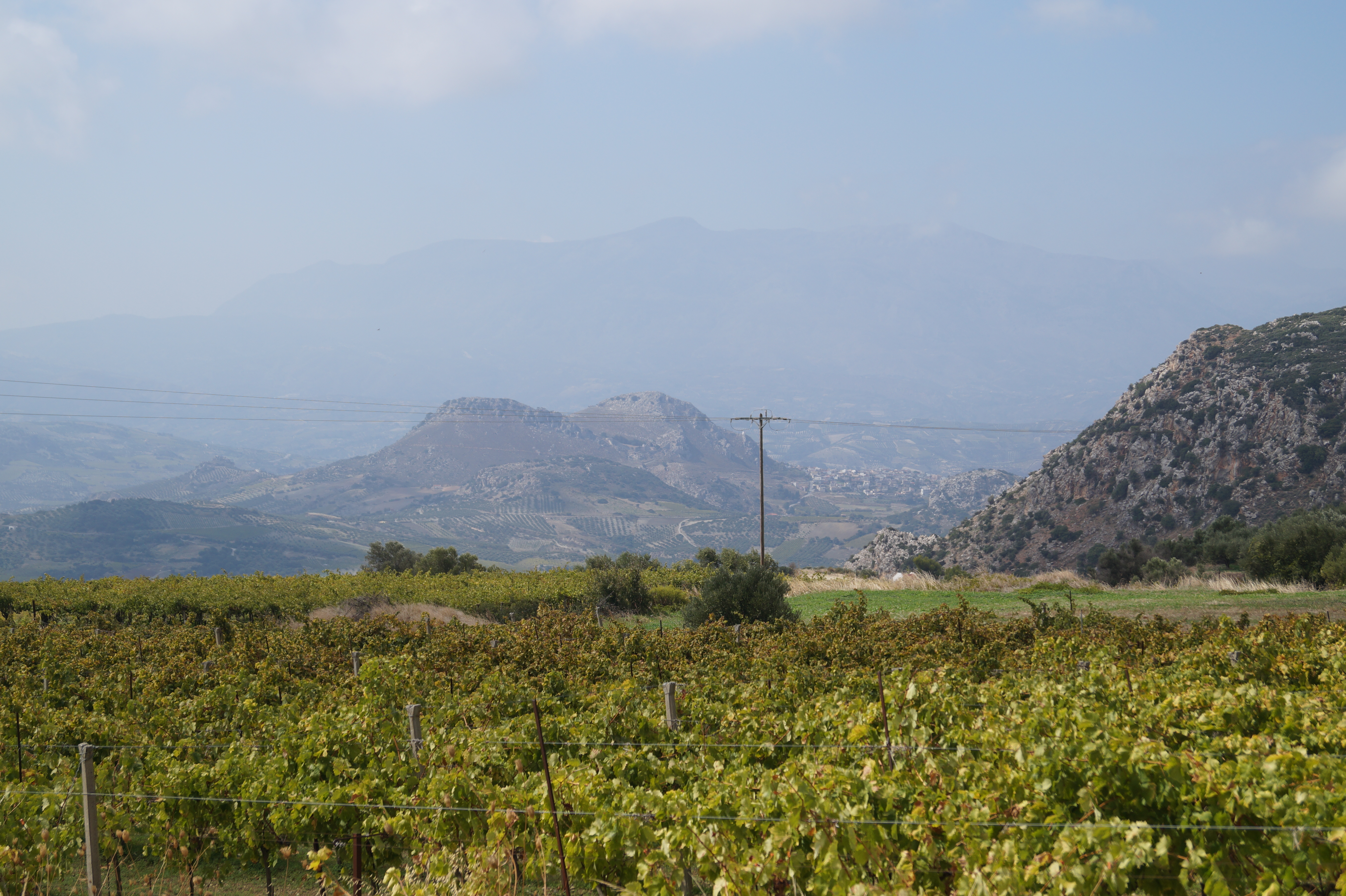
Blick von Vathypetro nach Westen auf die Festung Temenos

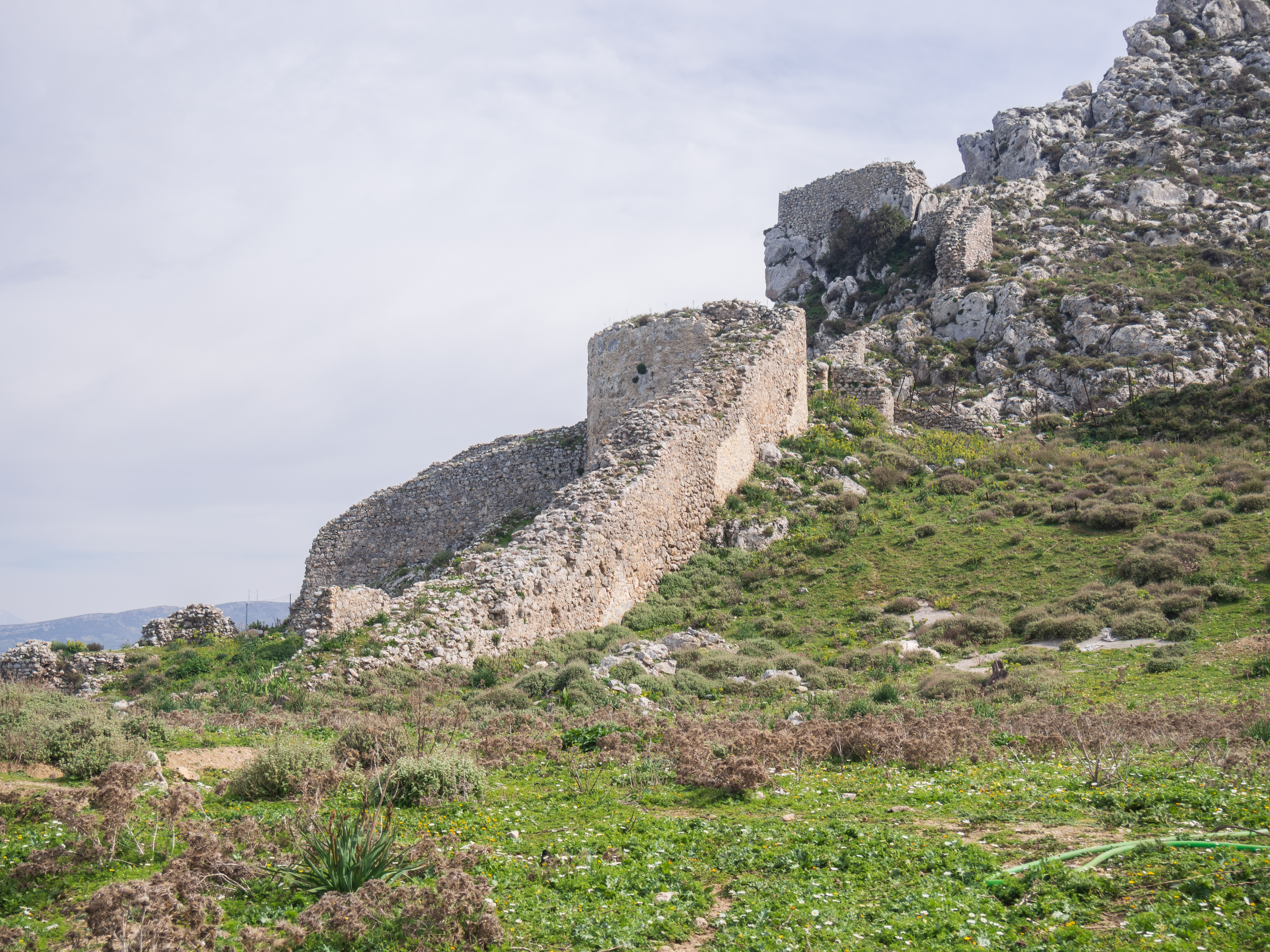
Östliche Befestigungsmauer

Lykastos (altgriechisch Λύκαστος) war eine antike Stadt auf der griechischen Insel Kreta. Sie lag etwa 11 Kilometer südwestlich von Knossos beim heutigen Ort Profitis Ilias (Προφήτης Ηλίας), bis 1955 Kanli Kasteli (Κανλί Καστέλι). Unter Nikephoros Phokas wurde später an der Stelle der Stadt die byzantinische Festung Temenos (Τέμενος), venezianisch Rocca, errichtet. Das antike Lykastos war zeitweise unabhängig, stand jedoch meist unter dem Einfluss von Knossos oder gehörte zu dessen Territorium.
Die Stadt soll nach Lykastos, dem Sohn des älteren und Vater des jüngeren Minos, benannt worden sein. Bei Homer wird Lykastos im Schiffskatalog als eine der kretischen Städte erwähnt, die am Trojanischen Krieg teilnahmen. Nach Polybios (22,19) wurde die Stadt im 2. Jahrhundert v. Chr. von Gortyn im Krieg gegen Knossos erobert und an Rhaukos übergeben. Der Schiedsspruch einer römischen Gesandtschaft unter Appius Claudius im Sommer 184 v. Chr. sah die Rückgabe aller eroberten bzw. besetzten Gebiete, darunter Lykastos, und der Geiseln vor.